# アルメニア・トルコ戦争
トルコ・アルメニア戦争（とるこ・あるめにあせんそう）は、英: Armenian-Turkish war）は、1920年の9月から12月までトルコのアンカラ政府とアルメニア第一共和国（アルメニア革命連盟）間で行われた戦争である。

## 開戦までの経緯
パリ講和会議で既に成立していたアルメニア第一共和国は、東部アナトリアにアルメニア人が独立国家を作ることを提案し、セーブル条約で承認された。そして、アルメニア革命連盟が武装蜂起する。トルコ大国民議会の国民誓約に基づき、アンカラ政府は、領土を一切割譲しないとし開戦に至った。　

## 経緯

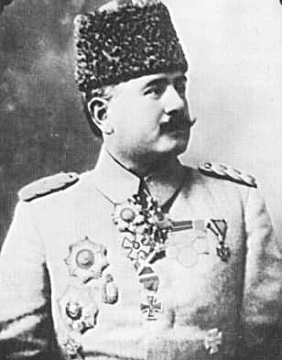
キャーズム・カラベキル

キャーズム・カラベキルを指揮官とした、アンカラ政府軍はトルコ革命における東部戦線を構築し、戦闘に至った。アルメニア第一共和国と共闘するダシュナク派だったが、戦闘に行き詰まりを感じ、アメリカとロシア・ソビエト連邦社会主義共和国に支援を求めたが、ロシア・ソビエトは、コーカサスの支配を目指し、アメリカもこれを拒否した。

## 終結とその後
その後も、キャズムの軍団は、攻撃に快進撃を続け、ダシュナクの軍隊は本拠点であるアルメニア共和国まで後退した。
そして、アンカラ政府は、両方と11月に休戦。1920年12月1日、ギュミュルにて、ギュミュル条約で講和、締結してひとまず終戦した。この条約で露土戦争以来のトルコ東部国境を回復し、セーブル条約の実行を無効とし、トルコ革命の成功への一歩となった。そして、この条約の締結の翌日に当たる1920年12月2日、アルメニア第一共和国は、ロシア・ソビエト政府の赤軍の攻撃をうけ、アルメニア・ソビエト社会主義共和国となり崩壊した。また、アンカラ政府と、ロシア・ソビエト連邦社会主義共和国は、1921年3月にモスクワ条約を締結している。